# 野三关隧道
野三关隧道位于宜万铁路野三关站和长阳站之间，全长13,841米，是本线路的最长的隧道。本隧道最大埋深600米，与大支坪、云雾山、马鹿箐、齐岳山、八字岭、金子山和别岩槽隧道一起称为宜万铁路8座Ⅰ级风险隧道。